# Jeevan Raksha Padak
Le Jeevan Raksha Padak est une décoration civile de sauvetage décernée par le gouvernement indien. Créé le 30 septembre 1961, la décoration s'appelait à l'origine le Jeevan Raksha Padak, classe III.

## Critères
Le Jeevan Raksha Padak est décerné à des civils pour récompenser le sauvetage de noyades, d'incendies ou d'accidents de mines. Il est décerné pour « courage et promptitude à sauver des vies dans des circonstances de blessures graves au sauveteur ».

Le Jeevan Raksha Padak peut être décerné à des membres des forces armées, de la police ou des pompiers lorsqu'ils effectuent des actes éligibles en-dehors de leurs fonctions. En cas d'obtention de plusieurs médailles similaires, les deuxième et suivantes sont portées sous forme de barrettes sur le ruban. La médaille peut être décernée à titre posthume.